# Telacanthura
Telacanthura es un género de vencejo de la familia Apodidae.

## Especies
- Telacanthura ussheri
- Telacanthura melanopygia